# Tomasz Kaczmarek (naukowiec)
Tomasz Ignacy Kaczmarek – polski geograf, profesor nauk o Ziemi.

## Życiorys
W 1995 r. obronił pracę doktorską pt. Rola funkcji administracyjnych w rozwoju średnich miast Wielkopolski, której promotorem był prof. Eugeniusz Biderman, w 2012 r. uzyskał tytuł profesora nauk o Ziemi. Był profesorem nadzwyczajnym w Centrum Badań Metropolitalnych na Uniwersytecie im. Adama Mickiewicza, oraz w Instytucie Geografii Społeczno-Ekonomicznej i Gospodarki Przestrzennej na Wydziale Nauk Geograficznych i Geologicznych Uniwersytetu im. Adama Mickiewicza w Poznaniu.
Jest dyrektorem w Centrum Badań Metropolitalnych na Uniwersytecie im. Adama Mickiewicza w Poznaniu, członkiem Zespołu V Nauk Społecznych Rady Doskonałości Naukowej, Komitetu Przestrzennego Zagospodarowania Kraju Prezydium Polskiej Akademii Nauk, Rady Dyscypliny Naukowej –  Geografii Społeczno-Ekonomicznej i Gospodarki Przestrzennej Uniwersytetu im. Adama Mickiewicza w Poznaniu, a także Komitetu Nauk Geograficznych PAN.
Został zatrudniony na stanowisku profesora na Wydziale Geografii Społeczno-Ekonomicznej i Gospodarki Przestrzennej Uniwersytetu im. Adama Mickiewicza w Poznaniu i w Centrum Badań Metropolitalnych na Uniwersytecie im. Adama Mickiewicza w Poznaniu.